# Aborto en el País Vasco
El aborto en el País Vasco, llamado a menudo la Interrupción voluntaria del embarazo (IVE),es legal porque las leyes sobre el aborto se elaboran a nivel nacional y el aborto fue despenalizado en 1985, con importantes reformas realizadas a esas leyes en 2010.Cada región está a cargo de crear su propio sistema para la implementación de la ley de 2010 en la sanidad pública, existiendo diferencias de una región a otra.
Desde que se legalizó el aborto y hasta un cambio en la ley nacional en 2010, los procedimientos de IVE en el País Vasco casi siempre se realizaban únicamente en clínicas privadas. En 2005, no existían hospitales públicos o privados que brindaran servicios de aborto, ni ningún otro establecimiento de salud pública que realizara procedimientos de IVE. Por este motivo, en 2005 la mayoría de mujeres del País Vasco que buscaban abortar después de la semana 12 acudían a Madrid. El número de clínicas privadas fluctuó poco con el tiempo: siete en 2010, seis en 2014 y siete en 2022.
Las tres provincias vascas, Álava, Guipúzcoa y Vizcaya, varían en tamaño, tanto en términos de población como de superficie total.El porcentaje de abortos no se distribuye equitativamente en las tres provincias.El número de hospitales públicos que prestan servicios de aborto también difiere de una provincia a otra.
El aborto, que se remonta a la España visigoda y continuó durante la dictadura de Franco y la Transición Democrática, ha sido en gran medida ilegal en España. A pesar de las políticas nacionales, la realidad del acceso a los trámites de IVE ha variado mucho en España de una región a otra, tanto históricamente como en la actualidad. A partir de la transición democrática, el País Vasco jugó un papel fundamental en el derecho al aborto debido a decisiones judiciales en la región y a la legislación nacional que resultó de esos juicios. Las actuaciones en la región animarían tanto al País Vasco como a otras regiones de España. La más importante de estas situaciones fue la del caso de las 11 de Basauri en 1979. Al final, cuatro mujeres procesadas en el caso fueron absueltas, mientras que seis mujeres y un hombre fueron condenados a prisión. Al final, esos siete serían indultados por el Estado en 1982.  Como consecuencia de los casos de Bilbao, el Gobierno detuvo los intentos de procesar a las mujeres que practicaban abortos ilegales. Esto tuvo lugar en un momento en que el sentimiento público en el País Vasco rondaba el cincuenta por ciento a favor de la legalización del aborto. Tras la legalización del aborto, en el período comprendido entre 1987 y 1995 se produjo un aumento en diferentes grupos de edad de la proporción de abortos por embarazo.El Partido Nacionalista Vasco–Eusko Alkartasuna (PNV) jugó un papel en 1995 en impedir la liberalización de las leyes sobre el aborto en España en el Congreso de Diputados. El PNV también se opuso a la Ley Orgánica 2/2010. Las feministas del País Vasco se movilizaron en 2013 y 2014 en respuesta a los cambios propuestos en la ley del aborto por el ministro Alberto Ruiz Gallardón.

## Contexto nacional
Históricamente, el acceso al aborto en España ha dependido del dominio masculino sobre las mujeres y sus actividades reproductivas.Han utilizado el aborto como un medio para afirmar el control no sólo sobre los cuerpos y la sexualidad de las mujeres, sino también para hacer cumplir las normas culturales de género y los ideales patriarcales en la sociedad en general.Si bien el aborto se utilizó como forma de control de la natalidad en España en el pasado, demógrafos y sociólogos españoles han dicho que no se utiliza de esa manera en la España contemporánea.
El aborto legal es importante porque reduce las muertes entre mujeres por complicaciones del embarazo y reduce la mortalidad infantil.En España, a mediados de la década de 1970, los abortos ilegales eran una causa importante de muerte entre mujeres de entre quince y cuarenta y nueve años. El control de la natalidad tiene una tasa de mortalidad femenina mucho más baja que los abortos, y es mucho más baja que la mortalidad femenina por abortos ilegales.

### Historia nacional
El Liber Iudiciorum fue una recopilación de leyes visigodas del rey Recesvinto que se promulgó en el año 654. Mencionaba el aborto, el infanticidio y el homicidio en el Libro VI. La pena para quienes provocaban abortos era la muerte. En aquella época, los visigodos controlaban casi toda la actual España, Portugal y Ceuta.
La ley en España fue modificada el 24 de enero de 1941 para caracterizar el aborto como un crimen contra el Estado. Esta ley lee en parte: "La política demográfica es una de las preocupaciones fundamentales de nuestro Estado. No se concibe una política demográfica eficaz sin abordar el problema de los miles y miles de vidas que se frustran antes de nacer, por maniobras criminales. Así lo dice la experiencia y el asesoramiento de los técnicos a través de Entidades científicas competentes. El estrago harto acusado en tiempos anteriores como consecuencia de un sentido materialista de la vida, adquirieron caracteres de escándalo durante el régimen republicano, agudizándose aún más escandalosamente en aquellas zonas sometidas a la dominación del Frente Popular. El Gobierno, consciente de su responsabilidad, decide combatir el crimen social que el aborto provocado representa y que impide que nazcan muchos miles de españoles anualmente." El control de la natalidad también fue ilegal en toda España durante la dictadura de Franco. En 1975 en España, la tasa de mortalidad femenina durante el embarazo era de 23 por 100.000 mujeres, una tasa similar a la de otros países occidentales industrializados donde el aborto era ilegal.
El aborto fue despenalizado en el Código Penal español por primera vez en todo el territorio español en 1985 en tres supuestos: por motivos terapéuticos, por motivos eugenésicos y en caso de violación previa denuncia policial. El aborto sólo era legal en estos casos antes de la semana 22, semana 22 y semana 12 respectivamente. La ley española sobre el aborto de 1985 exigía que cada vez que un centro de salud realizara un aborto, debía informarse al Ministerio de Sanidad de España. Los datos que se deben reportar incluyen la provincia donde se realizó el aborto y la provincia donde residía la mujer que abortó. Si bien el aborto fue despenalizado en la ley española en 1985, no se convirtió en un servicio ofrecido por la salud pública hasta un cambio en la ley en 2010. Como resultado, durante este período entre 1985 y 2010, casi todos los abortos se realizaron en clínicas privadas y el precio por interrupción voluntaria del embarazo rondaba las 30.000 pesetas.
La Ley de Salud Sexual y Reproductiva y de Interrupción Voluntaria del Embarazo fue reformada en mayo de 2022 de diferentes maneras. Una abordaba específicamente la falta de instalaciones, especialmente públicas, que prestaran servicios para la interrupción voluntaria del embarazo, en provincias que no tenían ninguna y exigían que las mujeres de esas provincias viajaran a otras provincias u otras regiones para poder acceder ese servicio. Otra reforma fue proteger a las mujeres que acudían a centros de salud para someterse a procedimientos de IVE del acoso de activistas antiaborto.
En febrero de 2023, el Tribunal Constitucional de España confirmó la ley del país de 2010 que permitía a las mujeres abortar mediante petición gratuita durante las primeras catorce semanas de su embarazo. El caso fue llevado originalmente a los tribunales por el Partido Popular en 2010, después de que el PSOE aclarara y liberalizara las leyes sobre el aborto del país.

### Situación jurídica
Las leyes nacionales sobre el aborto se modificaron en 2010 para permitir a las mujeres abortar libremente hasta la decimocuarta semana de embarazo sin justificación. Desde la semana catorce a la veintiuna, sólo se podrá practicar un aborto si existe una razón médica para ella, como por ejemplo que la madre esté en riesgo. A partir de la semana veintidós, sólo se podrán realizar abortos si se detectan anomalías fetales que sean incompatibles con la vida fuera del útero. Así lo confirmó el Tribunal Constitucional en febrero de 2023.
En España se apoya que los servicios de interrupción voluntaria del embarazo en la sanidad pública sean gratuitos. Esto incluye los servicios de aborto prestados en clínicas privadas tras derivaciones de médicos de salud pública. Esto se debe a que estos costes los cubre la sanidad pública autonómica bajo la dirección del Sistema Nacional de Salud de España. Sin embargo, la implementación de las leyes sobre el aborto se deja en gran medida en manos de las comunidades autónomas y sus organismos sanitarios.

## Centros de abortos
Desde que se legalizó el aborto y hasta un cambio en la ley nacional en 2010, los procedimientos de IVE en el País Vasco casi siempre se realizaban únicamente en clínicas privadas. Todas las IVE del País Vasco en 2005 se realizaron en consultas externas; ninguna se realizó en un hospital. Entre 2010 y 2018, la mayoría de los procedimientos de IVE en el País Vasco se realizaron en clínicas privadas, situándose en un rango entre un mínimo del 93,3% en 2014 y un máximo del 95,58% en 2011. Uno de los problemas de salud pública en el País Vasco en 2015 fue que había muchos objetores de conciencia. Esto dificultó que la sanidad regional reclutara médicos que estuvieran dispuestos a realizar IVE de forma regular.En 2021, Osakidetza, el sistema sanitario público vasco, realizó el 5% de los procedimientos abortivos en la región.
En 2005 no había hospitales públicos que realizaran procedimientos de IVE en el País Vasco. En 2009, la región contaba con un establecimiento de salud público que realizaba IVE y seis centros privados.En 2014 había ocho centros de salud públicos autorizados para realizar abortos en la región y seis clínicas privadas autorizadas para realizar abortos. Los hospitales públicos que realizaron abortos en 2020 incluyeron los ubicados en San Sebastián, Zumárraga, Mendaro y Alto Deva. Ese año se realizaron menos de cien procedimientos de este tipo en todos los hospitales públicos. Hubo ocho establecimientos de salud públicos y siete centros de salud privados que realizaron interrupciones voluntarias del embarazo en la región en 2022.
El proceso para abortar a través de la sanidad pública tras el cambio de ley de 2010 requería que la mujer solicitara una cita con su ginecólogo público, quien luego enviaría un informe a la Dirección Territorial de Salud correspondiente, quien sería la encargada de autorizar el procedimiento. A continuación, la mujer acudiría a una clínica privada autorizada con la que la región tenía un acuerdo, donde le entregarían el "sobre". El 15,6% de los procedimientos de IVE realizados en el País Vasco en 2009 correspondieron a mujeres derivadas desde la sanidad pública a clínicas privadas. En las dos primeras semanas que el proceso de financiación estuvo disponible a través de la sanidad pública, cuarenta y nueve mujeres del País Vasco completaron este proceso, de las cuales el 52% se sometió al procedimiento en ese plazo. En 2010, las mujeres del País Vasco podían conseguir una IVE a la semana de su primera cita. En 2019, casi el 93% de los procedimientos de IVE en el País Vasco realizados en clínicas privadas fueron financiados por la sanidad pública.

### Centros privados
El aborto no se convirtió en un servicio ofrecido por la sanidad pública hasta un cambio legislativo en 2010. Como resultado, durante este periodo entre 1985 y 2010, casi todos los abortos en España y en el País Vasco específicamente se realizaron en clínicas privadas. Había siete clínicas autorizadas en 2010, seis en 2014 y siete en 2022.
La Clínica Euskalduna, ubicada en Bilbao es una clínica acreditada por el IVE. Se inauguró en la década de 1990. Fue una de las clínicas a las que se pudo derivar a las mujeres a través de la sanidad pública en 2019. Como consecuencia de los cambios en la ley nacional del aborto en 2010, 46 mujeres, el 47,4% del total, que acudieron a la sanidad pública en Navarra para abortar lo hicieron en la Clínica Askabide de San Sebastián.
En 2007, un aborto en una clínica privada de San Sebastián costaba alrededor de 500 euros. En 2008, un aborto en una clínica privada del País Vasco costaba alrededor de 481 euros. En toda España, en 2018, el coste de un aborto en una clínica privada oscilaba entre 300 y 500 euros.

## Provincias

### Provincia de Araba/Álava
El tamaño de la población de Álava en 2023 era de 332851, de los cuales 169428 eran mujeres. La capital es Vitoria. La provincia tiene una superficie de 3.037 kilómetros cuadrados.
No se realizaron abortos entre 1990 y 1995 en Álava. Múltiples protestas tuvieron lugar en apoyo al derecho al aborto el 20 de diciembre de 2013 en el País Vasco. Incluyeron los de Virgen Blanca en Vitoria. El 14,04% de los abortos del País Vasco en 2014 se produjeron en Álava. En Álava existen clínicas IVE privadas. Clínica Ginecológica Florida 6, ubicada en Vitoria, es una clínica acreditada por el IVE.

### Provincia de Vizcaya
El tamaño de la población de Vizcaya en 2023 era de 1.144.019 habitantes, de los cuales 593.479 eran mujeres.  La ciudad principal es Bilbao. La provincia tiene una superficie de 2217 kilómetros cuadrados.
Múltiples protestas tuvieron lugar en apoyo al derecho al aborto el 20 de diciembre de 2013 en el País Vasco. Entre ellas, frente a la sede del PP en Bilbao y en la plaza Cardenal Orbe de Ermua. El 53,78% de los abortos que se produjeron en el País Vasco en 2014 tuvieron lugar en Vizcaya.

### Provincia de Guipúzcoa
El tamaño de la población de Guipúzcoa en 2023 era de 719.875 habitantes, de los cuales 368549 eran mujeres. Las principales ciudades son San Sebastián e Irún.
En 2007, hacerse un aborto en una clínica privada de San Sebastián costaba alrededor de 500 euros. Como consecuencia de los cambios en la ley nacional del aborto en 2010, 46 mujeres, el 47,4% del total, que acudieron a la sanidad pública en Navarra para abortar lo hicieron en la Clínica Askabide de San Sebastián. Múltiples protestas tuvieron lugar en apoyo al derecho al aborto el 20 de diciembre de 2013 en el País Vasco. Entre ellos se encontraban los de la Alameda del Boulevard de San Sebastián. El 32,18% de los abortos del País Vasco en 2014 se produjeron en Guipúzcoa. Entre los hospitales públicos que realizaron abortos en 2020 se encuentran los ubicados en San Sebastián, Zumárraga, Mendaro y Alto Deva. Ese año se realizaron menos de cien procedimientos de este tipo en todos los hospitales públicos.

## Evolución en el País Vasco

### España Franquista (1939 – 1975)

#### Enjuiciamiento del aborto
Durante la dictadura de Franco, las mujeres del País Vasco fueron procesadas por abortar. En 1971, la provincia de Vizcaya ocupaba el quinto lugar de España con más sumarios de urgencia, ordinarios y otros del Título IV de la Ley de Enjuiciamiento Criminal por el delito de aborto con siete, por detrás de Pontevedra en cuarto lugar que tenía doce. En 1972, la provincia de Vizcaya volvió a ocupar el quinto lugar en cuanto a sumarios de urgencia, ordinarios y otros del Título IV de la Ley de Enjuiciamiento Criminal por el delito de aborto con ocho. Quedaron por detrás de Asturias con trece.
En 1974, la provincia de Madrid acogió los sumarios de mayor urgencia, ordinarios y demás del Título IV de la Ley de Enjuiciamiento Criminal por el delito de aborto. Ese año hubo dieciséis resúmenes. En segundo lugar quedó Vizcaya con once. En 1974, Barcelona, Vizcaya y Salamanca ocupaban el quinto puesto como provincias con más diligencias previas incoadas por el delito de aborto, con cuatro cada una. En 1975, Vizcaya y Valladolid fueron juzgadas por tercero por la mayoría de emergencia, ordinaria y demás sumarios del Título IV de la Ley de Enjuiciamiento Criminal por el delito de aborto con cuatro. Valencia, Sevilla y Barcelona en quinto lugar con tres.
| Ubicación | Ubicación  | Años | Años | Años | Años | Años | Años  |
| Provincia | Región     | 1971 | 1972 | 1973 | 1974 | 1975 | Total |
| --------- | ---------- | ---- | ---- | ---- | ---- | ---- | ----- |
| Alava     | País Vasco | 1    | 1    | 2    | 0    | 1    | 5     |
| Guipuzcoa | País Vasco | 1    | 6    | 3    | 1    | 1    | 12    |
| Biscay    | País Vasco | 0    | 0    | 3    | 4    | 5    | 12    |
| España    | España     | 90   | 110  | 147  | 82   | 173  | 605   |

| Ubicación | Ubicación  | Años | Años | Años | Años | Años | Años  |
| Provincia | Región     | 1971 | 1972 | 1973 | 1974 | 1975 | Total |
| --------- | ---------- | ---- | ---- | ---- | ---- | ---- | ----- |
| Alava     | País Vasco | 0    | 1    | 0    | 2    | 1    | 4     |
| Guipuzcoa | País Vasco | 0    | 3    | 7    | 1    | 0    | 11    |
| Biscay    | País Vasco | 7    | 8    | 6    | 11   | 4    | 36    |
| España    | España     | 122  | 157  | 145  | 112  | 66   | 602   |

### Transición española (1975 – 1982)
Una de las luchas clave de las feministas durante la transición fue la despenalización del aborto, tal como se encuentra en los artículos 411 y 413 del código penal español, que establecía que quienes abortaran y quienes los practicaran podrían ser condenados a penas de prisión de seis meses y un día a seis años. En realidad, la ley hizo poco para frenar la práctica del aborto, ya que miles de mujeres españolas se sometían a abortos clandestinos cada año. Las feministas advirtieron que los esfuerzos de Alianza Popular para tratar de evitar cambios en las leyes de aborto de España recurriendo al Tribunal Constitucional darían como resultado la aprobación de una ley de aborto que no iría lo suficientemente lejos para permitir que las mujeres tuvieran, por primera vez, pleno control legal de su vida. Esto resultó ser cierto ya que la legislación aprobada en 1985 era una versión diluida de sus demandas.
La Asamblea de Mujeres de Vizcaya escribió en su manifiesto de 1976:

Legalización del aborto; que sea libre y gratuito y pagado por la Seguridad Social, como primer paso en la consecución de un objetivo final: que existan los medios anticonceptivos para que ninguna mujer se vea en la necesidad de abortar

LAMBROA (Lucha Antipatriarcal de Mujeres Vizcaínas Revolucionarias Organizadas Autónomanete) fue fundada en julio de 1977 por militantes de la Asamblea de Mujeres de Vizcaya. Estuvieron involucradas en las I Jornadas de Euscadi en 1977, presentando una variedad de temas, incluido el aborto y la doble militancia. Si bien creían que el aborto y la anticoncepción eran aspectos importantes de la sexualidad de las mujeres, creían que la sexualidad de las mujeres iba más allá y era un nuevo modelo de discusión sobre la sexualidad de las mujeres.

#### Las 11 de Basauri
El año 1979 fue crucial para el derecho al aborto en España y concretamente en el País Vasco con el juicio a las 11 de Basauri. Se trataba de diez mujeres y un hombre que fueron procesadas por realizar abortos. Los fiscales anunciaron su intención de solicitar penas de prisión de más de 100 años. Si bien el juicio fue anunciado originalmente el 26 de octubre de 1979, a consecuencia de varias suspensiones no se celebró hasta 1982. Los abortos de los que se acusaba a las mujeres se produjeron en 1973. El juicio de los 11 Basauri había sido suspendido una vez en junio de 1981 porque dos de las mujeres acusadas estaban desaparecidas. Nueve de las mujeres involucradas fueron absueltas. El hombre que indujo los abortos y una mujer que los realizó fueron declarados culpables. La sentencia fue apelada, pero la apelación fue suspendida varias veces antes de ser vista a finales de 1983. Como resultado, cuatro mujeres fueron absueltas, mientras que seis mujeres y el hombre fueron condenados a prisión. Al final, esos siete serían finalmente indultados por el Estado.  Seis de las mujeres involucradas tenían graves problemas de salud que habrían hecho que sus embarazos hubieran puesto en riesgo sus vidas. Posteriormente, el tribunal consideró justificadas las intervenciones terapéuticas para interrumpir sus embarazos. Todas menos quienes realizaron los abortos fueron perdonados en 1982. Como consecuencia de los casos de Bilbao, el Gobierno detuvo los intentos de procesar a las mujeres que practicaban abortos ilegales. 
La sentencia judicial del 11 de Basauri movilizó a feministas de toda España en apoyo de las acusadas. El caso dio lugar a que las mujeres del País Vasco intentaran cambiar las leyes nacionales y abrir un debate en la sociedad española sobre si, a nivel legal, los embriones deberían tener los mismos derechos que las mujeres, que también tenían derechos reconocidos constitucionalmente. Las mujeres de Bilbao realizaron manifestaciones de apoyo a las mujeres. A una protesta el 26 de octubre de 1979 frente a la Audiencia de Bilbao asistieron 3.000 mujeres. Estas feministas seguían campañas exitosas realizadas en Francia y fueron promovidas por la Coordinadora Feminista Estatal.
Como resultado del juicio de las once mujeres en Bilbao en 1979, 1.300 mujeres firmaron una carta pública afirmando que habían tenido un aborto voluntario en el extranjero como medio de apoyo a los procesados. Entre los firmantes de la carta se encontraban actrices, cantantes, médicas, abogadas, políticas, profesoras, autoras y periodistas. La carta fue fruto de una iniciativa iniciada en Barcelona. En 1979 también hubo una concentración sobre el derecho al aborto en el Palacio de Justicia de Bilbao. La Federación de Mujeres Flora Tristán, con sede en Madrid, llevó a cabo una campaña en noviembre de 1983 exigiendo amnistía para las mujeres de Bilbao condenadas por abortar por el Tribunal Supremo. La Coordinadora de Grupos Feministas de Euskadi dijo en 1979 en relación con el juicio,"Una de las causas de los embarazos no deseados fue la negativa de los médicos a propocionarles anticonceptivos."

#### Estadísticas
En 1978, entre las mujeres casadas del País Vasco, Navarra y Aragón, el 43% nunca había utilizado métodos anticonceptivos y el 84% no tenía hijos.

### Felipe González (1982 – 1996)
En noviembre de 1995, el PSOE abrió un debate en el Congreso sobre un proyecto de ley sobre el aborto. El Partido Nacionalista Vasco-Eusco Alkartasuna (PNV), de base regional, se abstuvo en la votación sobre el avance de la legislación, mientras que los partidos nacionales del Partido Popular (PP) y el partido catalán Convergencia i Unió (CiU) presentaron enmiendas a la propuesta de ley. no fueron aceptados. Si bien tanto el PSOE como Izquierda Unida querían que el Senado español tramitara urgentemente la ley, no pudieron hacerlo porque el Senado estaba controlado por el PP con el apoyo de CiU.

#### Legalización del aborto en 1985 e implicaciones para el País Vasco
La mayoría de los grupos médicos en España se oponían a la despenalización del aborto. Entre ellos se encontraba el Colegio de Médicos de Vizcaya. En 1986, la Coordinadora Estatal de Organizaciones Feministas organizó una campaña denominada "Estamos haciendo abortos", durante la cual se realizaron abortos públicamente en varias ciudades, entre ellas Bilbao, para denunciar los límites de la ley del aborto de 1985.

#### Estadísticas
Los investigadores y el gobierno sabían que había un subregistro del número de abortos que tuvieron lugar en España en 1990. El subregistro en Extremadura, Cataluña y el País Vasco fue alto, con estadísticas oficiales que no reportan cinco de cada diez abortos. que tuvo lugar en esas regiones ese año.
Entre el 2 de agosto de 1985 y el 10 de junio de 1987 se registraron nueve abortos en la región. De 1990 a 1995, la fertilidad entre las mujeres de veinticinco a veintinueve años en España disminuyó una media del veintiuno por ciento. En Cantabria y País Vasco desciende algo más del treinta por ciento. De 1990 a 1995, la tasa de fertilidad a nivel nacional para mujeres de treinta a treinta y cuatro años aumentó un 10%, con grandes grados de variación de una región a otra. En el País Vasco, Aragón y Cataluña el incremento para este grupo de edad se sitúa entre el diecisiete y el dieciocho por ciento. Para las mujeres de treinta y cinco a treinta y nueve años en el período comprendido entre 1990 y 1996, hubo un aumento en el porcentaje de mujeres que abortaron en proporción a todos los embarazos. El número de embarazos entre niñas adolescentes de la región que terminaron en aborto en 1995 fue de entre cuarenta y cincuenta por ciento en comparación con los embarazos que terminaron en nacidos vivos. La tasa de aborto por cada 1.000 mujeres en 1993 era de 2,60.
| Region               | 1987 | 1988  | 1989  | 1990 | Reference |
| -------------------- | ---- | ----- | ----- | ---- | --------- |
| España               | 1.99 | 3.07  | 3.56  | 4.29 | [ 90 ]    |
| Andalucía            | 0.31 | 1.80  | 1.75  | 1.21 | [ 90 ]    |
| Aragón               | 0.89 | 1.88  | 2.52  | 4.12 | [ 90 ]    |
| Asturias             | 6.81 | 10.40 | 10.54 | 9.89 | [ 90 ]    |
| Islas Baleares       | 1.16 | 2.88  | 3.67  | 6.56 | [ 90 ]    |
| Islas Canarias       | 1.39 | 0.77  | 1.47  | 3.76 | [ 90 ]    |
| Cantabria            | 3.12 | 6.46  | 6.57  | 6.13 | [ 90 ]    |
| Castilla-La Mancha   | 1.63 | 2.19  | 2.68  | 2.87 | [ 90 ]    |
| Castilla y León      | 2.85 | 5.52  | 5.90  | 5.88 | [ 90 ]    |
| Cataluña             | 0.31 | 0.34  | 0.33  | 5.21 | [ 90 ]    |
| Comunidad Valenciana | 4.14 | 4.53  | 6.51  | 6.63 | [ 90 ]    |
| Extremadura          | 1.10 | 1.59  | 2.04  | 1.66 | [ 90 ]    |
| Galicia              | 0.77 | 1.39  | 1.75  | 2.33 | [ 90 ]    |
| Madrid               | 4.91 | 6.33  | 7.3   | 6.65 | [ 90 ]    |
| Murcia               | 1.29 | 2.15  | 2.65  | 2.76 | [ 90 ]    |
| Navarra              | 2.41 | 2.72  | 2.54  | 1.80 | [ 90 ]    |
| País Vasco           | 1.25 | 2.81  | 3.34  | 2.99 | [ 90 ]    |
| La Rioja             | 1.80 | 2.44  | 3.46  | 3.87 | [ 90 ]    |
| Ceuta y Melilla      | 0.22 | 1.44  | 1.17  | 0.74 | [ 90 ]    |

| Provincia/Región | Total | Menos que 15 años | 15 to 19 años | 20 to 24 años | 25 to 29 años | 30 to 34 años | 35 to 39 años | 40 to 44 años | Más que 44 años | Ref    |
| ---------------- | ----- | ----------------- | ------------- | ------------- | ------------- | ------------- | ------------- | ------------- | --------------- | ------ |
| España           | 37231 | 59                | 4920          | 100009        | 8063          | 6668          | 4982          | 2293          | 237             | [ 91 ] |
| Andalucía        | 1879  | 10                | 297           | 496           | 399           | 345           | 200           | 123           | 9               | [ 91 ] |
| Cataluña         | 6978  | 8                 | 966           | 1763          | 1466          | 1294          | 1013          | 432           | 36              | [ 91 ] |
| Extremadura      | 400   | 1                 | 54            | 123           | 102           | 62            | 53            | 13            | 2               | [ 91 ] |
| Madrid           | 7451  | 7                 | 913           | 2064          | 1729          | 1364          | 978           | 446           | 40              | [ 91 ] |
| Murcia           | 632   | 1                 | 68            | 169           | 124           | 121           | 97            | 47            | 5               | [ 91 ] |
| Navarra          | 210   | 0                 | 40            | 66            | 44            | 34            | 19            | 7             | 0               | [ 91 ] |
| País Vasco       | 1485  | 3                 | 218           | 475           | 332           | 222           | 155           | 72            | 8               | [ 91 ] |
| Alava            | 217   | 0                 | 37            | 79            | 47            | 29            | 14            | 10            | 1               | [ 91 ] |
| Guipúzcoa        | 272   | 0                 | 38            | 96            | 54            | 38            | 29            | 14            | 3               | [ 91 ] |
| Vizcaya          | 996   | 3                 | 143           | 300           | 231           | 155           | 112           | 48            | 4               | [ 91 ] |
| La Rioja         | 214   | 0                 | 21            | 75            | 47            | 36            | 24            | 10            | 1               | [ 91 ] |
| Ceuta            | 8     | 0                 | 2             | 2             | 2             | 1             | 0             | 1             | 0               | [ 91 ] |
| Melilla          | 13    | 0                 | 4             | 3             | 2             | 3             | 1             | 0             | 0               | [ 91 ] |

### José María Aznar (1996 – 2004)
El Decreto 202/2004, de 19 de octubre es un decreto en el Reglamento de Sanidad Mortuoria del País Vasco que en su artículo 2 trata sobre cómo deben tratarse los restos humanos resultantes de un aborto de magnitud suficiente.

#### Estadísticas
En 2001, Castilla-La Mancha, País Vasco, Extremadura y Navarra registraron el menor número de abortos, con menos del diez por ciento de todos los embarazos que terminaron en interrupción voluntaria del embarazo. Ese año, la tasa de aborto en el País Vasco era del 3,55. La región también tenía una de las poblaciones más antiguas de España, con menos del dieciséis por ciento de la población entre cero y diecisiete años. En 2004, el País Vasco era una de las regiones de España con mayor edad media de mujeres que se convertían en madres primerizas: 32,39 años.

### José Luis Rodríguez Zapatero (2004 - 2011)
La Carta de Derechos y Obligaciones en Salud del País Vasco de mediados de la década de 2000 decía que existía un derecho a la información y al asesoramiento sobre el aborto, pero no proporcionaba ningún medio para garantizar que este derecho existiera en la salud pública.
Si bien el aborto fue despenalizado en la ley española en 1985, no se convirtió en un servicio ofrecido por la salud pública hasta un cambio en la ley en 2010. Como resultado, durante este período entre 1985 y 2010, casi todos los abortos en España y el País Vasco específicamente fueron realizados en clínicas privadas.

#### Viajes para abortar
Debido a que todos los abortos se realizaron en centros ambulatorios en 2005, la mayoría de las mujeres que buscaban abortos después de una semana fueron a Madrid. Las mujeres de Navarra que necesitaban un aborto tuvieron que viajar cientos de kilómetros en algunos casos hasta el País Vasco, Aragón o Madrid en 2005 porque no había clínicas ni hospitales públicos que ofrecieran procedimientos de aborto.

#### Consecuencias de la reforma a la ley nacional del aborto de 2010
Cuando se estaba redactando la ley sobre el aborto de 2010, el Partido Nacionalista Vasco (PNV) exigió que el gobierno regulara la objeción de conciencia para el personal médico involucrado en la posible realización de los procedimientos. También exigieron otra enmienda donde se informara a los padres o tutores de una joven de dieciséis años si ésta decide abortar. Apoyar las enmiendas era una condición para que el PNV apoyara la propuesta de ley.
El Congreso de Diputados votó el proyecto de una nueva ley sobre el aborto en septiembre de 2009. Se emitieron 183 votos a favor y 162 en contra. Entre los que votaron a favor se encontraban miembros de varios partidos regionales, incluido Partido Nacionalista Vasco, Esquerra Republicana de Catalunya, Bloque Nacionalista Galego, Iniciativa per Catalunya Verds y Nafarroa Bai.
Un aspecto de la Ley Orgánica 2/2010, que liberalizó la anterior ley de aborto de España aprobada en 1985, fue que permitía que se enseñara salud sexual y reproductiva en las escuelas, y que dicha educación pudiera mencionar el aborto. Sin embargo, la implementación real se dejó en manos de los sistemas educativos administrados regionalmente. En el País Vasco no todos los colegios ofrecen educación sexual. Cuando lo hacen, generalmente se centran en la higiene y no tratan el aborto.
Como parte de los cambios a la ley nacional de aborto de España que entraron en vigor con la Ley Orgánica 2/2010, el artículo 14 exigía que las mujeres que deseaban abortar recibieran un sobre cerrado que contenía información sobre las ayudas públicas disponibles para ellas durante el embarazo y el parto, información sobre derechos laborales durante el embarazo y la maternidad, incluidos beneficios públicos para el cuidado de los niños, beneficios fiscales y otra información sobre incentivos relacionados con el parto. También se les exigió que se les diera información sobre los centros a los que podían acudir para obtener información sobre anticoncepción y sexo seguro. Por último, se les exige que se les proporcione información sobre los lugares a los que pueden acudir para obtener asesoramiento y asistencia antes y después de la interrupción del embarazo.
El gobierno del País Vasco decidió derivar a las mujeres de la sanidad pública a clínicas privadas de la región hasta la semana catorce de 2010 como consecuencia de una nueva ley. El proceso para abortar a través de la salud pública tras el cambio de ley de 2010 requería que la mujer solicitara una cita con su ginecólogo público, quien luego enviaría un informe a la Dirección Territorial de Salud correspondiente, quien sería la encargada de autorizar el procedimiento. A continuación, la mujer acudiría a una clínica privada autorizada con la que la región tenía un acuerdo, donde le entregarían el "sobre". En las dos primeras semanas que el trámite estuvo disponible a través de la sanidad pública, cuarenta y nueve mujeres del País Vasco completaron este trámite, siendo el 52% de ellas el procedimiento en ese plazo.  
La nueva ley supone también un cambio de comportamiento en la región vecina, Navarra. En 2010, 46 mujeres, el 47,4% del total, que acudieron a la sanidad pública en Navarra para abortar lo hicieron en la Clínica Askabide de San Sebastián.

#### Estadísticas
En 2005, el motivo citado para los abortos realizados en la región entre el 90 y el 94% fue la salud materna. En 2005, el porcentaje de abortos en la región realizados debido a anomalías fetales fue de más del cinco por ciento. En 2006, 101 niñas menores de edad residentes en la región abortaron. Esto representó el 3,90% de todos los abortos realizados por mujeres que vivían en la región ese año.
En 2009, Andalucía era la región donde las mujeres tenían más probabilidades de conocer sus opciones de aborto en la salud pública. En segundo lugar quedó Navarra y en tercer lugar el País Vasco. En 2009, el 56% de las mujeres de la región conocieron sus opciones de aborto en un establecimiento de salud pública. Esto en comparación con el promedio nacional del 43%. El 15,6% de los procedimientos de IVE realizados en el País Vasco en 2009 correspondieron a mujeres derivadas desde la sanidad pública a clínicas privadas.
La tasa de aborto en el País Vasco entre 2009 y 2013 para las mujeres nacidas en España fue de 3,9 por 1.000 mujeres. Esto se compara con el 45,6 de las mujeres nacidas en África Subsahariana que residían en el País Vasco ese año, el 26,5 de las mujeres nacidas en Sudamérica y el 22,9 de las mujeres nacidas en Centroamérica y el Caribe residentes en el País Vasco.
En 2011 se produjeron en el País Vasco 4.138 abortos, una tasa de 9,9 por 1.000 mujeres. De 2001 a 2011, el número de nacimientos aumentó un 15,7%, en gran parte como resultado del aumento de la fertilidad entre las mujeres mayores de treinta y cuatro años. En ese período, su tasa de natalidad aumentó de veintiuna por cada 1.000 mujeres a treinta y dos. Otros grupos de edad también experimentaron crecimientos superiores a un dígito, incluidas las mujeres de cuarenta años y más, pasando de 3,3 en 2011 a 7,9 nacimientos por cada mil mujeres en 2011. La tasa de fecundidad de las mujeres menores de veinte años pasó de 3,7 a 6,0 durante el mismo período.

### Mariano Rajoy (2011 - 2018)
Durante el gobierno de Mariano Rajoy, casi toda la información sobre anticonceptivos de última generación disponibles en el sistema sanitario público de la región fue retirada de los puntos de información sanitaria de la sanidad pública, y se dejaron de financiar políticas específicamente dirigidas a proteger la libertad y la salud sexual, poniendo en riesgo a grupos vulnerables a problemas de salud sexual y reproductiva como adolescentes y mujeres inmigrantes.
Había una serie de organizaciones que estaban en contra del derecho al aborto en la región, incluidas algunas que en 2015 recibieron subsidios públicos, tales como la Asociación Alavesa para la Defensa de la Vida, la Fundación BetiGizartean en Álava, la Asociación Pre Defensa de la Vida Bilbao, el Cenro Orientación Familiar. Lagungo en Vizcaya, Asociación ProVida Vizcaya, Esociación Eskutik en Guipúzcoa y Asociación ProVidaGizpuzkoa. Estos grupos presionaron activamente al personal de salud a mediados de la década de 2010 para tratar de impedir los derechos de las mujeres en un entorno hospitalario alentando al personal a negarse a realizar IVE.
Mifepristone fue el método de IVE más utilizado en el País Vasco en 2014. En 2014, el 5% de las mujeres del País Vasco buscó por primera vez pedir cita para un aborto en una clínica privada, mientras que el 2,01% utilizó internet para intentar conseguir cita para un aborto y el 2,57% se informó a través de sus amigos y familiares.

#### Las reformas propuestas por Ruíz Gallardón en 2014 y la respuesta feminista
En diciembre de 2013, el Consejo de Ministros del Partido Popular aprobó un proyecto de ley llamado la Ley Orgánica de Protección de los Derechos del Concebido y la Mujer Embarazada. La ley representó un retroceso de los derechos de las mujeres en España en lo que respecta al aborto, con la intención de dar marcha atrás a las reformas de la ley del aborto de 2010. El esfuerzo por cambiar la ley fue impulsado en gran medida por el ministro de Justicia, Alberto Ruiz-Gallardón. El proyecto de ley permitía el aborto en determinadas circunstancias específicas, como si una mujer había sido violada hasta la semana dieciséis de embarazo o si había "menoscabo importante y duradero" para la salud física o mental de la mujer o del feto hasta la semana veintidós del embarazo con al menos tres profesionales médicos aprobando el deterioro de salud. Incluso entonces, el proyecto de ley decía que si las mujeres recibían ese diagnóstico sobre su salud de su médico original y de otros dos de los centros de salud que tenía que visitar para la evaluación, la mujer tendría que recibir información verbal sobre las alternativas al aborto y esperar. siete días antes de que pudiera completarse el procedimiento. En aquel momento, el tiempo de espera para la contemplación era de tres días. El proyecto de ley también estipulaba que los menores debían obtener el consentimiento de sus padres o tutores legales antes de someterse a un aborto. El proyecto de ley permitía el procesamiento penal de mujeres que tuvieran abortos que no cumplieran con estos requisitos, y decía que los médicos que realizaran abortos fuera de los nuevos requisitos legales podrían recibir penas de prisión de uno a ocho años. Además, el proyecto de ley prohibía a cualquier centro médico anunciar que ofrecía procedimientos de IVE.
El Gobierno Vasco exigió la retirada inmediata de la propuesta, al tiempo que denunció al Gobierno de Rajoy por no haber llevado primero el asunto a la Conferencia Sectorial de Igualdad.
Las feministas de la región se movilizaron en 2013 y 2014 en respuesta a los cambios propuestos en la ley del aborto por Alberto Ruiz Gallardón, siendo en algunos casos las movilizaciones más grandes desde mediados de la década de 1980. Múltiples protestas tuvieron lugar en apoyo al derecho al aborto el 20 de diciembre de 2013 en el País Vasco. Entre ellos se encontraban los de Virgen Blanca de Vitoria, frente a la sede del PP en Bilbao, la Alameda del Boulevard de San Sebastián y la plaza Cardenal Orbe de Ermua. El Instituto Vasco de la Mujer (Emakunde) condenó los planes anunciados para restringir el acceso al aborto, calificándolos de un ataque "ideológico" a las mujeres que llevaría a que más mujeres se sometieran a procedimientos IVE "clandestinamente" o viajaran al extranjero para abortar. La ruta de la marcha del 1 de febrero de 2014 El tren de la libertad en apoyo al derecho al aborto fue desde Asturias hasta Madrid, y a ella se unieron personas de diferentes regiones de España, incluido el País Vasco.
Después de que la artista visual y activista por los derechos de las mujeres Yolanda Domínguez hiciera un llamado a la acción tras los cambios propuestos por el ministro Alberto Ruíz Gallardón a las leyes del aborto de España, las mujeres en Bilbao, Madrid, Zaragoza, La Coruña, Barcelona y Sevilla simultáneamente acudieron a las Oficinas del Registro de la Propiedad local en febrero de 2014 para registrar el libre uso y posesión de sus propios cuerpos; su objetivo era dejar constancia del hecho de que sus cuerpos femeninos les pertenecían y que nadie más debería tomar decisiones al respecto por ellas.
Hubo feministas católicas que apoyaron el derecho al aborto y se opusieron a la "Ley del Aborto de Fachardón" y organizaron protestas durante la Semana Santa de 2014. Una de ellas tuvo lugar en Bilbao con un grupo llamado "El Coño Santo" donde realizaron una procesión donde portaban una vagina gigante.
Alberto Ruiz-Gallardón finalmente se vio obligado a dimitir de su cargo en septiembre de 2014 tras fracasar en su capacidad para impulsar los controvertidos cambios a las leyes de aborto de España. El cambio de ley propuesto había empoderado al PSOE y creado divisiones internas dentro de su propio partido.

#### Estadísticas
Entre 2010 y 2014, el 4,96% de los abortos en el País Vasco se realizaron por anomalías fetales. Durante ese mismo periodo, el 92% de los abortos en el País Vasco se realizaron a petición de las mujeres.
La mayoría de las mujeres que en la región abortaron en 2014 nacieron en España, lo que supone el 59,03% del total de mujeres del País Vasco que abortaron sobre 3.390. El número de abortos que se realizaron en la región en 2014 por provincia no fue el mismo. El 14,04% tuvo lugar en Álava, el 32,18% en Guipúzcos y el 53,78% en Vizcaya. En 2014, el 93,30% de las IVE se realizaron en clínicas de IVE privadas. El porcentaje de mujeres inmigrantes que abortaron en la región en 2014 estuvo por debajo del cincuenta por ciento, suponiendo el 35,55% de los 3.390 abortos ocurridos en el País Vasco ese año.
| Región / Edad   | 16 años | 17 años | 18 años | 19 años | ref     |
| --------------- | ------- | ------- | ------- | ------- | ------- |
| Andalucía       | 213     | 400     | 579     | 617     | [ 119 ] |
| Castilla y León | 27      | 54      | 83      | 81      | [ 119 ] |
| Cataluña        | 223     | 319     | 488     | 616     | [ 119 ] |
| Valencia        | 143     | 161     | 258     | 299     | [ 119 ] |
| Madrid          | 188     | 288     | 442     | 502     | [ 119 ] |
| Navarra         | 13      | 25      | 28      | 47      | [ 119 ] |
| País Vasco      | 49      | 66      | 103     | 118     | [ 119 ] |

| Año            | 2022  | 2021  | 2020  | 2019  | 2018  | 2017  | 2016  | 2015  | 2014  | Ref            |
| -------------- | ----- | ----- | ----- | ----- | ----- | ----- | ----- | ----- | ----- | -------------- |
| País Vasco     | 11,38 | 10,39 | 9,58  | 10,47 | 10,03 | 9,98  | 9,87  | 9,57  | 8,88  | [ 14 ] [ 120 ] |
| Total (España) | 11,68 | 10,70 | 10,33 | 11,53 | 11,12 | 10,51 | 10,36 | 10,40 | 10,46 | [ 14 ]         |

| Región                    | País Vasco | Castilla y León | Andalucía | Comunidad Valenciana | Madrid | Cataluña | Navarra | ref     |
| ------------------------- | ---------- | --------------- | --------- | -------------------- | ------ | -------- | ------- | ------- |
| Abortos totales           | 3390       | 2615            | 18032     | 8273                 | 16537  | 18181    | 901     | [ 117 ] |
| Europea                   | 2185       | 2236            | 15402     | 6630                 | 9411   | 11790    | 557     | [ 117 ] |
| España                    | 2000       | 1949            | 13504     | 5633                 | 7570   | 10538    | 467     | [ 117 ] |
| Resto de la Unión Europea | 162        | 281             | 1695      | 829                  | 1670   | 975      | 75      | [ 117 ] |
| El resto de Europa        | 23         | 6               | 203       | 168                  | 171    | 277      | 15      | [ 117 ] |
| Africa                    | 283        | 62              | 1047      | 327                  | 684    | 1305     | 45      | [ 117 ] |
| África del Norte          | 118        | 50              | 829       | 253                  | 367    | 970      | 24      | [ 117 ] |
| África Subsahariana       | 165        | 12              | 218       | 74                   | 317    | 335      | 21      | [ 117 ] |
| Resto de África           | 0          | 0               | 0         | 0                    | 0      | 0        | 0       | [ 117 ] |
| Las americas              | 844        | 292             | 1331      | 1100                 | 5681   | 4224     | 280     | [ 117 ] |
| América del norte         | 7          | 3               | 13        | 6                    | 54     | 63       | 2       | [ 117 ] |
| Centroamérica y el Caribe | 185        | 84              | 177       | 106                  | 1100   | 980      | 59      | [ 117 ] |
| Sudamérica                | 652        | 205             | 1140      | 988                  | 4527   | 3181     | 219     | [ 117 ] |
| Resto de las Américas     | 0          | 0               | 1         | 0                    | 0      | 0        | 0       | [ 117 ] |
| Asia                      | 75         | 25              | 251       | 215                  | 761    | 843      | 19      | [ 117 ] |
| Oceania                   | 0          | 0               | 1         | 1                    | 0      | 4        | 0       | [ 117 ] |
| Desconocida               | 3          | 0               | 0         | 0                    | 0      | 15       | 0       | [ 117 ] |

| Año  | País Vasco | Ref    |
| ---- | ---------- | ------ |
| 2010 | 93.42      | [ 10 ] |
| 2011 | 95.58      | [ 10 ] |
| 2012 | 95.09      | [ 10 ] |
| 2013 | 94.27      | [ 10 ] |
| 2014 | 93.3       | [ 10 ] |
| 2015 | 94.4       | [ 10 ] |
| 2016 | 93.79      | [ 10 ] |
| 2017 | 93.8       | [ 10 ] |
| 2018 | 94.93      | [ 10 ] |

| CCAA                    | Total | País Vasco | Castilla y León | Andalucía | Valencia | Madrid | Cataluña | Navarra | ref     |
| ----------------------- | ----- | ---------- | --------------- | --------- | -------- | ------ | -------- | ------- | ------- |
| Total IVE               | 94796 | 3390       | 2615            | 18032     | 9273     | 16537  | 18181    | 901     | [ 104 ] |
| Dilatación y evacuación | 11073 | 86         | 2274            | 115       | 1102     | 3721   | 610      | 25      | [ 104 ] |
| Dilatación y aspiración | 68074 | 1615       | 518             | 16305     | 5701     | 12185  | 10184    | 533     | [ 104 ] |
| Midepristone            | 15768 | 1665       | 131             | 1102      | 1869     | 173    | 7045     | 314     | [ 104 ] |
| Prostaglandinas         | 13484 | 1375       | 31              | 866       | 957      | 321    | 7146     | 330     | [ 104 ] |
| Otro método/desconocido | 1412  | 43         | 11              | 476       | 207      | 150    | 218      | 7       | [ 104 ] |

### Pedro Sánchez (2018 - Ahora)
En 2019, cuando las mujeres solicitaban un aborto en la sanidad pública, el "sobre" lo entregaba un especialista en salud pública antes de acudir a una clínica privada. En algunos casos, los especialistas incluían parteras. Cuando las mujeres recibieron el sobre, también recibieron una hoja de papel con el código que autorizaba a la clínica a cobrar al gobierno regional y no a la mujer. La información recogida en el sobre del País Vasco en 2021 no siempre utilizó los epígrafes específicos utilizados en la legislación nacional.
En el período comprendido entre 2019 y 2022, la región afirmó que no derivaban a mujeres de la salud pública a otras regiones para realizarse un trámite de IVE. Cuarenta y cinco mujeres residentes en el País Vasco viajaron a otra región para abortar en 2021, aunque ninguna de ellas fue financiada a través de la sanidad pública.

#### Impacto de las reformas de la ley nacional del aborto de 2022 en el País Vasco
Los cambios a la ley del aborto en 2022 permitieron específicamente a las regiones con otros idiomas cooficiales ofrecer información a las mujeres en estos idiomas. En 2022, el gobierno vasco anunció que no cambiaría la forma en que prestaban servicios de aborto a través de la sanidad pública en respuesta a los cambios en la ley nacional. El gobierno dijo que la nueva ley nacional no exigía que los centros de salud públicos realmente realizaran los abortos.
Del 2 de marzo de 2022 al 10 de abril de 2022, la asociación católica 40 días por la vida organizó eventos fuera de los centros de salud que realizaron interrupciones voluntarias del embarazo en ciudades de toda España, incluida Vitoria, San Sebastián y Bilbao. Lo hicieron a pesar de un cambio en el Código Penal aprobado el 3 de febrero de 2022 que castigaba a las personas que acosaban a mujeres que buscaban servicios de aborto. El castigo por acosar a las mujeres en esta nueva ley incluía penas de prisión.
El Ministerio de Igualdad envió una carta al gobierno regional en mayo de 2023 para recordarles que los cambios en la ley del aborto en febrero de 2022 implicaban que todos los hospitales públicos debían contar con médicos que estuvieran dispuestos a realizar un aborto y que las unidades de ginecología de estos hospitales no podían contar únicamente con objetores de conciencia. El Ministerio de Igualdad dijo al gobierno regional que, si era necesario, debían contratar médicos que realizaran procedimientos de interrupción voluntaria del embarazo si no hubiera ninguno en plantilla. La ley establecía que se garantizaba a las mujeres el acceso a servicios de aborto hasta la semana catorce en un centro de salud público cercano a su hogar.

#### Estadísticas
En 2019, la tasa de interrupciones voluntarias del embarazo por cada 1.000 mujeres residentes de 15 a 44 años en la región fue de 10,47. El año anterior, en 2018, la tasa fue del 10,03. La media nacional en España en 2019 fue de 11,53 y en 2018 fue de 11,12. 147 de los 3.763 procedimientos de IVE realizados en el País Vasco en 2019 fueron por riesgo para el feto, mientras que sesenta fueron por riesgo para la vida de la mujer, y el resto fueron por elección antes de la semana catorce de embarazo.
En 2021 se realizaron más interrupciones voluntarias de embarazos en clínicas privadas de la región que en públicas. Esto reflejó tendencias nacionales más amplias. En 2022, hubo 11,38 interrupciones voluntarias del embarazo por cada 1.000 mujeres en la región. Esto se compara con un promedio nacional de 11,68 por cada 1.000 mujeres. En 2022 se produjeron 400 interrupciones voluntarias del embarazo en mujeres menores de 20 años.